# Villavieja del Lozoya
Villavieja del Lozoya község Spanyolországban, Madrid tartományban. Villavieja del Lozoya Navarredonda y San Mamés, Gallegos, Matabuena, Gascones, Buitrago del Lozoya és Gargantilla del Lozoya y Pinilla de Buitrago községekkel határos. Lakosainak száma 324 fő (2024).

## Népesség
A település népessége az utóbbi években az alábbiak szerint változott:
| Lakosok száma | 185  | 196  | 254  | 258  | 273  | 275  | 267  | 253  | 284  | 324  |
|               | 2001 | 2004 | 2007 | 2009 | 2012 | 2014 | 2017 | 2019 | 2022 | 2024 |